# Jimmy Feigen
James „Jimmy“ Feigen (* 26. September 1989 in Hilo, Hawaii) ist ein ehemaliger Schwimmer aus den Vereinigten Staaten. Er erhielt bei Olympischen Spielen je eine Gold- und Silbermedaille. Bei Weltmeisterschaften erschwamm er zwei Silbermedaillen auf der 50-Meter-Bahn sowie eine Goldmedaille, zwei Silbermedaillen und eine Bronzemedaille auf der 25-Meter-Bahn.

## Sportliche Karriere
Jimmy Feigen besuchte die Winston Churchill High School in San Antonio und studierte ab 2008 an der University of Texas at Austin. 2011 nahm Feigen an der Universiade in Shenzhen teil. Er gewann über 100 Meter Freistil und mit der 4-mal-100-Meter-Freistilstaffel. Mit der 4-mal-100-Meter-Lagenstaffel belegte er den zweiten Platz.
Bei den Olympischen Spielen 2012 in London erreichte die 4-mal-100-Meter-Freistilstaffel mit Jimmy Feigen, Matt Grevers, Ricky Berens und Jason Lezak den Endlauf mit der zweitschnellsten Vorlaufzeit hinter den Australiern. Im Finale schwammen Nathan Adrian, Michael Phelps, Cullen Jones und Ryan Lochte zwei Sekunden schneller als die Vorlaufstaffel und schlugen 0,45 Sekunden hinter den Franzosen als Zweite an. Alle acht beteiligten Schwimmer erhielten eine Silbermedaille, wie dies seit 1984 üblich ist. Ende 2012 nahm Feigen an den Kurzbahnweltmeisterschaften in Istanbul teil. Er gewann den Titel in der 4-mal-100-Meter-Freistilstaffel zusammen mit Matt Grevers, Ryan Lochte und Anthony Ervin. Über 100 Meter Freistil belegte Feigen den sechsten Platz.
2013 bei den Weltmeisterschaften in Barcelona schwamm die 4-mal-100-Meter-Freistilstaffel mit Conor Dwyer, Ricky Berens, Anthony Ervin und Jimmy Feigen die schnellste Vorlaufzeit. Im Endlauf siegten die Franzosen mit 0,24 Sekunden vor Nathan Adrian, Ryan Lochte, Anthony Ervin und Jimmy Feigen, die ihrerseits 0,02 Sekunden vor den Russen das Ziel erreichten. Über 100 Meter Freistil gewann der Australier James Magnussen vor Jimmy Feigen und Nathan Adrian. Feigen war auch Schlussschwimmer der 4-mal-100-Meter-Lagenstaffel mit der schnellsten Vorlaufzeit. Im Finale schwamm Adrian als Schlussschwimmer, das Quartett aus den Vereinigten Staaten wurde aber im Finale disqualifiziert.
2014 wurde Feigen Siebter über 50 Meter Freistil bei den Pan Pacific Swimming Championships. Ende des Jahres bei den Kurzbahnweltmeisterschaften in Doha schied Feigen über die beiden kurzen Freistildistanzen jeweils im Semifinale aus. Die 4-mal-100-Meter-Freistilstaffel mit Jimmy Feigen, Matt Grevers, Ryan Lochte und Thomas Shields wurde Dritte hinter den Franzosen und den Russen. Die 4-mal-50-Meter-Freistilstaffel mit Josh Schneider, Thomas Shields, Jimmy Feigen und Ryan Lochte erkämpfte Silber hinter den Russen. In der 4-mal-100-Meter-Lagenstaffel erhielt Feigen eine Silbermedaille für seinen Vorlaufeinsatz. Bei den Weltmeisterschaften 2015 in Kasan schied Feigen sowohl über 100 Meter Freistil als auch mit der 4-mal-100-Meter-Freistilstaffel im Vorlauf aus.
2016 bei den Olympischen Spielen in Rio de Janeiro erreichte die 4-mal-100-Meter-Freistilstaffel mit Jimmy Feigen, Ryan Held, Blake Pieroni und Anthony Ervin die zweitschnellste Vorlaufzeit hinter den Russen. Im Endlauf schwammen Caeleb Dressel, Michael Phelps, Ryan Held und Nathan Adrian zweieinhalb Sekunden schneller als die Vorlaufstaffel und siegten vor den Franzosen und den Australiern, die russische Staffel belegte den vierten Platz.